# 70710 Chuckfellows
70710 Chuckfellows è un asteroide della fascia principale. Scoperto nel 1999, presenta un'orbita caratterizzata da un semiasse maggiore pari a 2,5644187 UA e da un'eccentricità di 0,0525707, inclinata di 4,00933° rispetto all'eclittica.